# Provincia di Semnan
La provincia di Semnan (farsi: استان سمنان) è una delle trentuno province dell'Iran. È nel nord del paese ed il relativo capoluogo è Semnan.

## Geografia antropica

### Suddivisioni amministrative
La provincia è divisa in 8 contee:
- Shahrestān di Aradan
- Shahrestān di Damghan
- Shahrestān di Garmsar
- Shahrestān di Mehdishahr
- Shahrestān di Meyami
- Shahrestān di Semnan
- Shahrestān di Shahrud
- Shahrestān di Sorkheh